# Чемпионат мира по шорт-треку 1981
Чемпионат мира по шорт-треку 1981 года проходил с 4 по 5 апреля в Мёдоне (Франция).

## Общий медальный зачёт
| Место         | Страна         | Золото | Серебро | Бронза | Всего |
| ------------- | -------------- | ------ | ------- | ------ | ----- |
| 1             | Канада         | 5      | 4       | 3      | 12    |
| 2             | Япония         | 4      | 3       | 2      | 9     |
| 3             | Австралия      | 1      | 0       | 1      | 2     |
| 4             | Великобритания | 0      | 2       | 2      | 4     |
| 5             | США            | 0      | 1       | 1      | 2     |
| 6             | Нидерланды     | 0      | 0       | 1      | 1     |
| Всего медалей | Всего медалей  | 10     | 10      | 10     | 30    |

## Медалисты

### Мужчины
| Дисциплина       | Золото                                              | Серебро                                                                    | Бронза                                                                          |
| ---------------- | --------------------------------------------------- | -------------------------------------------------------------------------- | ------------------------------------------------------------------------------- |
| Многоборье       | Бенуа Бариль Канада                                 | Гаэтан Буше Канада                                                         | Майкл Ричмонд Австралия                                                         |
| 500 м            | Майкл Ричмонд Австралия                             | Стюарт Хорспул Великобритания                                              | Менно Булсма Нидерланды                                                         |
| 1000 м           | Бенуа Бариль Канада                                 | Гаэтан Буше Канада                                                         | Стюарт Хорспул Великобритания                                                   |
| 1500 м           | Луи Бариль Канада                                   | Бенуа Бариль Канада                                                        | Кэнити Сугио Япония                                                             |
| 3000 м           | Гаэтан Буше Канада                                  | Бенуа Бариль Канада                                                        | Майкл Ричмонд Австралия                                                         |
| Эстафета, 5000 м | Канада Бенуа Бариль Гаэтан Буше Луи Бариль Ги Деньо | Великобритания Стюарт Хорспул Стивен Пирс Майкл Уайт Стюарт Пасс Гэри Радд | Япония Тацуёси Исихара Хироси Тода Ясухико Хомма Масахиде Томинага Кэнити Сугио |

### Женщины
| Дисциплина       | Золото                                                        | Серебро                                                        | Бронза                                                                       |
| ---------------- | ------------------------------------------------------------- | -------------------------------------------------------------- | ---------------------------------------------------------------------------- |
| Многоборье       | Миёси Като Япония                                             | Мика Като Япония                                               | Луиз Бежен Канада                                                            |
| 500 м            | Мика Като Япония                                              | Луиз Бежен Канада                                              | Пэм Мерсер США                                                               |
| 1000 м           | Миёси Като Япония                                             | Мика Като Япония                                               | Натали Грондин Канада                                                        |
| 1500 м           | Миёси Като Япония                                             | Мика Като Япония                                               | Луиз Бежен Канада                                                            |
| 3000 м           | Миёси Като Япония                                             | Мика Като Япония                                               | Луиз Бежен Канада                                                            |
| Эстафета, 3000 м | Канада Мариз Перро Луиз Бежен Мари-Жозе Мартин Натали Грондин | США Барбара Джонсон Лидия Стефанс Глория Богацки Памела Мерсер | Великобритания Кей Диблинг Лиза Харролд Аманда Хорспул Кэрол Нью Мари Кэннон |